# Oesolje-Sibirskoje
Oesolje-Sibirskoje (Russisch: Усо́лье-Сиби́рское) is een stad in de oblast Irkoetsk, Rusland.
Het werd gesticht in 1669. Tot op de dag van vandaag is de nabijgelegen zoutmijn de belangrijkste bron van inkomsten geweest. Tot 1940 was de plaats bekend als Oesolje. Er wonen 90.161 mensen (2002). De stad ligt aan de Trans-Siberische spoorweg en aan de linkeroever van de Angara.
Bestuurlijk centrum: Irkoetsk

Alzamaj · Angarsk · Bajkalsk · Birjoesinsk · Bodajbo · Bratsk · Tsjeremchovo · Kirensk · Nizjneoedinsk · Sajansk · Sjelechov · Sljoedjanka · Svirsk · Tajsjet · Toeloen · Oesolje-Sibirskoje · Oest-Ilimsk · Oest-Koet · Vichorevka · Zjeleznogorsk-Ilimski · Zima